# Otsego (Michigan)
Otsego – miasto w Stanach Zjednoczonych, w stanie Michigan, w hrabstwie Allegan.